# Chiesa di Santa Chiara (Torino)

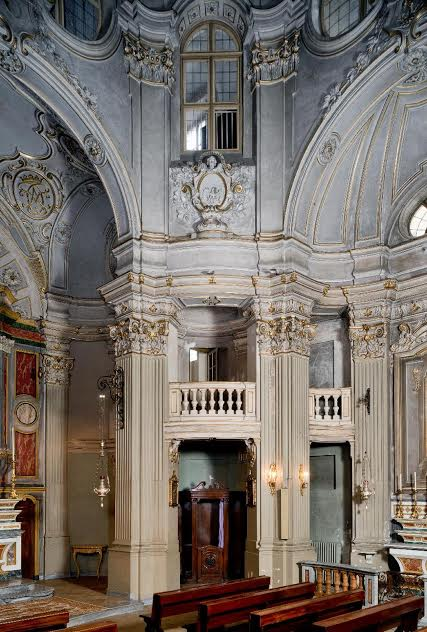
Interno della Chiesa

La chiesa di Santa Chiara è una chiesa barocca, conventuale, situata nel centro di Torino in via delle Orfane all'angolo con via Santa Chiara; attualmente appartiene all'ordine delle Piccole Serve del Sacro Cuore di Gesù per gli Ammalati Poveri.

## Architettura
La chiesa fu realizzata tra il 1742 ed il 1745 dall'architetto Bernardo Antonio Vittone come chiesa conventuale per l'ordine monastico delle Clarisse. L'architetto torinese produsse almeno due diversi progetti per la complessa situazione che si trovava di fronte: la chiesa sorge, infatti, fra due strette vie pubbliche e doveva essere, poi, collegata alla galleria del preesistente convento. 
La chiesa, a pianta ottagonale, si presenta come un edificio di dimensioni contenute, poiché pensata per accogliere soltanto la piccola comunità conventizia e non un'intera comunità parrocchiale. 
L'apparato decorativo appare sobrio, in osservanza al voto di povertà espresso dalle monache, ed è costituito essenzialmente da medaglioni e stucchi di pregevole fattura raffiguranti simbologie legate a Santa Chiara: carità, spiritualità, luce.
La struttura si innesta su quattro pilastri, con archi e costoloni e si sviluppa totalmente in verticale, sfruttando così al massimo la luce: Vittone, prestò infatti molta attenzione all'elemento luminoso, che sembra investire copiosamente ogni parte dell'edificio, grazie anche a numerose finestre che si aprono sulla galleria che circonda l'intera cupola.
Tali accorgimenti conferiscono al tutto una raffinata impressione di "leggerezza", ed un fine simbolismo religioso: salendo, infatti, verso l'alto la luce inonda sempre più la struttura e grazie agli archi ed alle aperture finestrate si ha sempre più l'impressione di entrare in contatto con l'elemento mistico, in un mondo "rarefatto" ed "immateriale".
Una grande volta copre la struttura, concludendosi in un cupolino al centro del quale è dipinta - appunto - la colomba dello Spirito Santo. 
Dietro la chiesa si colloca il coro, luogo di preghiera ed elemento tipico delle chiese progettate per gli ordini di vita contemplativa.
Alcuni anni più tardi (1758), Vittone verrà nuovamente chiamato per restaurare parte del chiostro e costruire un nuovo campanile per la chiesa.

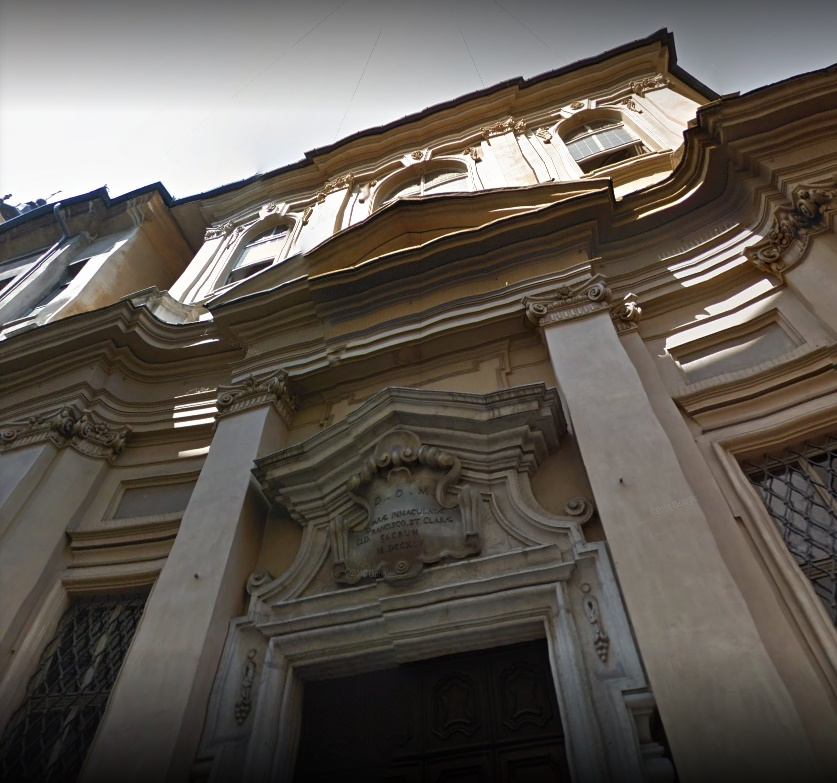
Scorcio della facciata

## Storia
Le prime notizie riguardo ad un complesso monastico appartenente alle monache Clarisse risalgono al medioevo; del complesso faceva parte una chiesa primitiva.
L'edificazione di un nuovo monastero (che si sarebbe, poi, esteso per un intero isolato) risale invece al 1715, quando Torino viene investita da un complesso programma di riedificazione voluto dal primo re di Casa Savoia, Vittorio Amedeo II.
Nel 1742, le Clarisse affidano la costruzione di una chiesa per il loro convento all'architetto torinese Bernardo Antonio Vittone; questi aveva, infatti, già progettato e felicemente realizzato per lo stesso ordine una chiesa a Bra.
Con le calate napoleoniche e l'annessione del Piemonte alla Francia, gli ordini religiosi vengono soppressi; la chiesa ed il convento di Santa Chiara divengono quindi rifugio per molti religiosi vessati.
Dopo la definitiva caduta dell'Impero Napoleonico e la Restaurazione, l'ordine delle Clarisse si trova talmente impoverito per numero di religiose e sostanze, da non ritenersi opportuno il rientro nel convento cittadino. Il convento torinese viene, infatti, abbandonato e le monache si ritirano a Carignano.
È così che nel 1824 per "regale munificenza di Re Carlo Felice", l'intero complesso viene assegnato ad un altro ordine femminile di vita contemplativa, l'ordine delle Visitandine. 
Le Visitandine occupano la struttura fino al 1904, anno nel quale si trasferiscono nel "rinnovato" monastero della Visitazione, nei pressi di Corso Francia (in zona Parella).
Però, già negli anni precedenti al loro trasferimento le monache della Visitazione avevano spogliato la struttura e la chiesa di preziosi arredi - come l'apparato ligneo che ornava il coro e gli altari marmorei - per trasferirli nell'erigendo nuovo monastero.
Con l'abbandono definitivo, il bene è incamerato dal Comune di Torino, che lo inserisce tra i beni "vincolati", e lo usa per lungo tempo come rimessa o magazzino.
Quando finalmente nel 1930 le Piccole Serve del Sacro Cuore di Gesù per gli ammalati poveri riescono ad acquistare l'edificio, il Comune pone il vincolo di restaurarlo.
Si susseguono quindi anni di "restauri" e trasformazioni per adeguare la struttura alle esigenze di un ordine religioso non di tipo monastico: vengono, infatti, costruiti dei tramezzi nel coro - ormai in disuso - e gli archi del chiostro tamponati per costruire dei nuovi ambienti.
Tra il 1937 e il 1942 vengono realizzati nuovi altari in marmo per la chiesa, in sostituzione degli originali asportati nell'Ottocento. Gli altari sono copie fedeli di quelli disegnati da Vittone.
Si ricostruisce anche la parete divisoria tra il coro e l'Altare Maggiore che era stata abbattuta per asportare i succitati altari: operando tale ricostruzione si provvede ad ornare la parete stessa con un medaglione a simbologia francescana e con una pala d'altare raffigurante "L'apparizione del Sacro Cuore di Gesù a Santa Margherita Maria Alacoque", opera del pittore torinese Nicola Arduino (1887-1974).
In ultimo, il chiostro viene definitivamente demolito e ridotto ad un semplice cortile interno per fare spazio all'adiacente Istituto di Igiene Pubblica.
Nel 2015 le Piccole Serve concedono l'intero complesso in comodato d'uso gratuito all'Associazione Gruppo Abele Onlus, che lo sta utilizzando per sviluppare un progetto di cohousing sociale.
La Suore continuano, comunque, giornalmente a tenere un ambulatorio infermieristico per gli ammalati poveri; ambulatorio che mantiene ancora l'ingresso originale degli anni '40, in via delle Orfane 15. 
La chiesa vittoriana è, invece, attualmente oggetto di un complesso intervento di restauro per il ripristino delle dorature, dei fregi e degli stucchi e soprattutto per la rimozione delle vernici applicate con restauri "impropri" negli anni quaranta e cinquanta.